# Cornuta
Ordre
Les Cornuta sont un ordre d'échinodermes du Paléozoïque, connus uniquement sous forme fossile, attribué au morpho-groupe des carpoïdes, ou Homalozoa. Ils forment avec les Mitrata la classe des Stylophora.
Leur registre stratigraphique s'établit environ de 513 à 445,6 millions d'années. 

## Classification

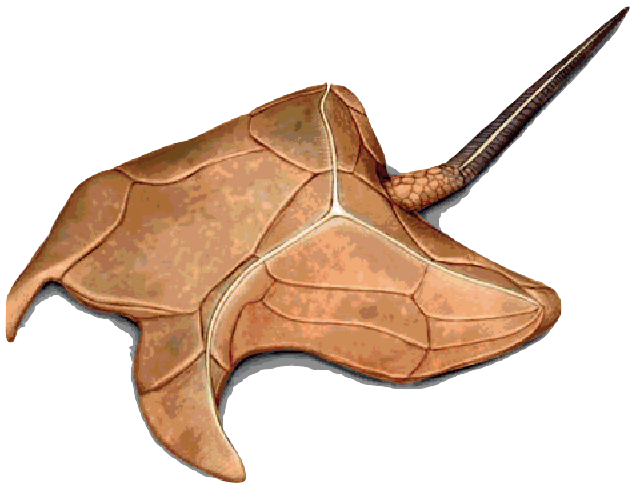
Tentative de reconstitution d'un Ceratocystis.

La position phylogénétique et la composition de ce groupe sont encore à l'étude.
| Selon BioLib (27 décembre 2017) : - ordre Cornuta Jaekel, 1901 † - famille Amygdalothecidae Ubaghs, 1970 † - famille Ceratocystidae Jaekel, 1901 † - famille Cothurnocystidae Bather, 1913 † - famille Hanusiidae Cripps, 1991 † - famille Phyllocystidae Derstler, 1979 † - famille Scotiaecystidae Caster & Ubaghs, 1967 † | Selon Paleobiology Database (6 janvier 2018) : - famille Cothurnocystidae - genre Cothurnocystis - genre Cothurnocystisbifida - genre Amygdalotheca - genre Babinocystis - genre Beryllia - genre Bohemiaecystis - genre Ceratocystis - genre Chauvelia - genre Chauvelicystis - genre Domfrontia - genre Galliaecystis - genre Hanusia - genre Lobocarpus - genre Lyricocarpus - genre Milonicystis - genre Nanocarpus - genre Nevadaecystis - genre Ovocarpus - genre Phyllocystis - genre Prochauvelicystis - genre Procothurnocystis - genre Progalliaecystis - genre Prokopicystis - genre Protocystites - genre Reticulocarpos - genre Scotiaecystis - genre Thoralicystis |